# 거시경제 모델
거시경제 모델은 경제학자들이 한 나라 혹은 한 지역의 경제를 설명할 때 쓰는 도구이다. 경제학자들은 주로 한 경제의 모든 재화와 서비스, 총 수입, 실업률 및 고용률, 국가의 평균적인 가격수준 등 거시경제학에서 말하는 소위 '총량변수'의 흐름을 검토하기 모델을 개발해왔다.
거시경제 모델은 대부분 수학을 언어로 쓰기 때문에 논리적이고 체계적이다. 모델에 따라서는 높은 수학 지식이나 컴퓨터 기술을 요구하기도 한다. 서로 다른 모델들은 서로 다른 목적과 장단점을 가지고 있다. 거시경제 모델은 경제학 이론의 기초 원리를 명확히 하고 설명하기 위해 쓰이기도 한다. 경제학자들은 서로 다른 거시경제 이론을 검증하고 비교하거나 계량화하기 위해 거시경제 모델을 사용하곤 한다. 또 경제학자들은 '어디까지나 가정 아래'에서 시나리오(주로 통화 정책, 재정 정책, 혹은 그 밖의 거시경제 정책의 효과와 변화)를 예측할 때 거시경제 모델을 사용하기도 한다. 또 경제학자들은 앞서 거론된 모든 것들을 통해 미래 경제의 방향을 예측하기 위해 거시경제 모델을 사용한다. 그러므로 거시경제 모델은 크게 학계(학회지), 대학, 연구소, 여러 국제기구, 각 나라의 중앙정부, 대형 기관, 기업체, 경제연구소, 그리고 씽크탱크 등에서 널리 사용된다.

## 거시경제 모델의 종류

### 간단한 이론적 모델
경제학 원론 교과서에 나오는 간단한 숫자들과 수식, 그림 등은 '모델'이라고 부른다. 그 예로는 IS-LM 모형, 케인즈 학파의 먼델-플레밍 모형, 신고전학파의 솔로우 성장 이론 등이 있다. 이 모델들은 비슷한 점이 많다. 이들은 모두 간단한 그림으로 설명할 수 있는 몇 안되는 방정식과 약간의 변수들로 이루어져 있다. 상당수의 모델들은 정태적 모델(특정 시간대에서 멈추고, 딱 그 시간 안에서 분석이 이루어진다.)이지만 몇몇은 동태적 모델(시간이 흘러감에 따라 전체적 변화를 분석한다.)이다. 이 모델들에서 나타나는 변수들은 개개인의 선택변수보다는 거시경제적인 총량(예를 들면 GDP나 총 고용 등)이 대부분이다.(주의할 점은 거시경제 분석에서 쓰이는 변수들과 방정식들은 미시경제 분석에서 쓰이는 변수와 방정식의 단순한 합계가 아니라는 것이다.) 이 모델들은 거시경제학적인 관점에서 산업을 간단하게 설명할 수 있다는 장점이 있다. 그러나 모델이 간단한만큼 실제 경제예측, 실험, 정책평가를 실시할 때(정량화시킬 때) 이론을 이루고 있는 구조에 대한 활발한 논의가 필요하다.

### 경험적인 경제예측 모델
1940년대와 1950년대, 미국정부가 미국인들의 수입과 재화에 관한 회계자료를 수집하기 시작하면서 경제학자들은 회계자료에서 나타나는 동태적 모델을 개발하기 시작했다. 그들은 (선형)시계열분석이라는 통계기법을 이용해 다른 두 거시경제 변수들 간의 상관관계를 추정했다. 간단한 이론적 모델처럼 경험적인 모델도 거시경제 총량들 사이의 상관관계를 설명한다. 그러나 경험적 모델은 이론적 모델보다 세부사항(예를 들어 총생산, 고용, 투자를 비롯한 많은 산업변수들)이 더 자세하다. 그러므로 경험적 모델들은 수백 수천개의 총량들이 시간에 따라 어떻게 변화하는지를 기술한 수백, 수천개의 방정식을 포함하고 있다. 이에 따라 경험적인 모델을 만들 때는 컴퓨터의 사용이 핵심적이다. 각 방정식에 어떤 변수를 넣을지에 관한 논의는 부분적으로는 경제 이론을 따랐지만, 대부분의 선택은 순전히 (각 학자들의) 경험에서 비롯되었다.
네덜란드의 경제학자 얀 틴베르헨(Jan Tinbergen)은 1936년 네덜란드에서 처음으로 국가단위를 총괄하는 거시경제 모델을 개발했다. 그는 후에 똑같은 모델 구조를 미국과 영국에 적용했다. 경제학자 로렌스 클라인은 세계에서 처음으로 국제단위의 거시경제 모델인 "링크 프로젝트(워튼경제연구소)'를 개시했다. 이 모델은 틴베르헨이 그랬듯이, 클라인이 1980년에 노벨 경제학상을 수상할 때 언급되었다. 워튼 모델을 비롯하여 이와 같이 규모가 큰(국가, 국제단위) 경험적인 모델들은 오늘날에도 여전히 사용되고 있으며, 특히 경제예측에 애용된다.

#### 경험적인 경제예측 모델을 향한 루카스의 비판
20세기 초기에 이루어진 (계량경제학) 연구에서는 물가가 상승하면 실업률이 떨어지고, 실업률이 증가하면 물가가 떨어진다는 것이 통설이었다. 이런 물가상승과 실업률상승간의 반비례관계는 필립스 곡선 이론으로 나타났다. 경험적인 경제예측 모델들은 필립스 곡선과 대부분 비슷한 데이터를 기반으로 했기 때문에 비슷한 예측을 했다. 경제학자들은 영원히 물가를 상승시키면 영원히 실업률을 낮출 수 있다고 주장했다. 그러나 1968년 밀턴 프리드먼과 에드먼트 펠프스는 물가상승과 실업률 간의 상관관계가 환상에 불과하다고 주장했다. 그들은 과거 물가상승과 실업률간의 반비례관계는 과거의 사람들이 물가상승을 예측 할 수 없었기 때문이라고 주장했다. 만약 통화 정책이 지속적으로 물가를 상승시킨다면 노동자들과 기업은 결국 높아진 물가에 적응할 것이며 결과적으로 실업률이 과거의 높은 수준으로 돌아갈 것이며, 이전(높은 실업률과 낮은 물가상승)과는 달리 높은 물가상승까지 부담하게 될 것이라고 주장했다. 1970년에 들이닥친 스테그네이션 현상은 그들의 주장이 옳다는 것을 증명했다.
1976년에는 경제학자 로버트 루카스가 영향력이 큰 논문을 썼다. 그는 이 논문에서 1970년에 등장한 필립스 곡선 붕괴는 그때까지 유행하던 경험적인 예측모델이 가진 큰 문제 중 하나에 지나지 않는다고 주장했다. 앞에서 말했듯이 경험적 경제예측 모델들은 경제학자들이 장기간에 걸쳐 관찰한 다양한 데이터 사이의 관계를 분석해서 만든 모델들이다. 그러나 루카스는 이런 관계들이 그때그때의 거시경제 정책, 제도 등에 따라 변한다는 점을 지적했다. 필립스 곡선이라는 맥락에서 보면 이것은 과거에 물가상승률이 낮았던 지역에서의 물가상승과 실업률 간의 상관관계는 물가상승률이 높은 지역에서의 상관관계와 다르다는 것을 의미한다. 게다가 이것은 아무도 경험적 경제예측 모델을 사용해서 새 경제정책의 효과를 예측할 수 없다는 것을 의미한다. 경험적 예측이론은 과거 데이터에 기반하고 있는데 특정 지역에서 그 정책을 사용했던 적(데이터)이 없었기 때문이다. 루카스는 경제학자들이 정책 변화에 영향을 받지 않는 요소들(예를 들면선호도, 기술수준, 예산 제약 등)에 기반한 경제 모델을 개발하지 않는 한 새로운 정책의 효과를 예측할 수 없을 것이라고 주장한다.

### DSGE(동태확률일반균형) 모델
루카스의 비판에 대응하기 위한 한 부분으로서 1980년대, 1990년대의 경제학자들은 미시경제학에 기반한 거시경제학 모델들을 개발하기 시작했다. 경제학자들은 이들을 주로 합리적 기대에 기반한 동태확률일반균형(DSGE)이론이라고 불렀다. 이 모델들은 각 경제주체(예를 들면 한 나라 혹은 여러 나라의 가계, 기업, 정부)의 선호도, 기술수준, 예산 제약 뿐만 아니라 경제주체들의 집단을 명시하는 것에서 출발했다. 경제학자들은 각 경제주체들이 현재, 미래에서 각 상품의 가격과 다른 경제주체의 전략을 고려해서 자신의 이익을 극대화할 것이라고 가정한다. 다양한 유형의 주체들이 내리는 결정을 다 더하면 모든 시장에서 수요와 공급이 일치하는 가격을 찾을 수 있다. 그러므로 DSGE 모델은 자기 모순이 없는 논리정연한 균형을 나타낸다. 쉬운말로 하면 경제주체들은 자신의 이익을 극대화시키는 가격을 선택하는 반면 가격들은 반드시 각 경제주체들의 수요와 공급을 만족시킨다.
DSGE 모델들은 종종 모든 경제주체들이 동일(예를 들면; 일반적인 가정과 일반적인 기업)하며, 또 평균적으로 완벽하게 미래를 예측(이러한 예측을 합리적 기대라고 한다)할 수 있다고 가정한다. 그러나 이들은 그저 간단한 가정일 뿐이며 이들은 DSGE 방법론의 핵심은 아니다. 많은 DSGE 연구들은 더 현실적으로 경제현상을 설명하는데 목적이 있다. 이를 위해 여러다른 종류의 주체로 구성된 경제구조, 다양한 종류의 적응적 기대 등을 고려하기도 한다. 경험적 경제예측 모델과 대조적으로, DSGE 모델들은 보통 컴퓨터를 동원하더라도 풀기가 힘들기 때문에 일반적으로 더 적은 변수들과 방정식을 다룬다. 경제학자들은 경기변동을 유발시키는 원인을 분석하기 위해 간단한 이론적 DSGE 모델들(훨씬 더 적은 변수들을 다룬다)을 사용해 왔다. 이 실증적인 작업은 실물적 경기변동이론과 뉴케인지언 DSGE 모델이라는 두 개의 큰 흐름을 낳았다. 더 정교한 DSGE 모델들은 경제 정책 변화에 따른 효과를 예측하고 사회복지를 평가하는데 사용되고 있다. 그러나 경제 예측은 아직 전통적인 경험적 모델들에 기반하고 있다. 지금까지도 경험적 모델이 경제적 간섭(정책, 제도 등)의 영향을 더 정확히 예측한다고 많은 경제학자들이 믿고 있기 때문이다.

#### DSGE 모델 vs CGE 모델
DSGE 모델이 등장하기 전에 가장 관련성이 있는 방법론은 계산 가능한 일반 균형(CGE) 이론이다. DSGE모델들처럼 CGE 모델은 주로 선호도, 기술 수준, 예산 제약 등 미시적인 기초에 근거하고 있다. 그러나 CGE 모델은 주로 장기적인 관계에 집중한다. 그렇기 때문에 이 모델은 조세제도, 국제무역 등 영구적인 정책의 장기적인 효과를 분석하는데 최적화되어있다. 그와 대조적으로 DSGE 모델은 시간이 흘러감에 따라 나타나는(보통은 분기별 분석) 경제의 방향을 강조한다. 이렇기에 이 모델은 경기변동, 통화 정책과 재정 정책의 주기적인 영향을 설명하는데 최적화되어있다.

### 행위자 기반 거시경제 컴퓨터 모델
DSGE 모델과 더불어 동시대에 개발 된 또다른 이론으로는 행위자 기반 경제학(ACE)이 있다. 이 모델은 행위자 기반 모델 중 하나다. DSGE 모델과 마찬가지로 ACE 모델은 거시경제학에서 말하는 총량간의 관계를 미시경제학에서 말하는 개개인의 결정으로 나누려고 한다.

## 같이 보기
- 경제 모형
- 수학적 모델
- 거시경제학
- 경제학
- 계량경제학
- 루카스 비판
- 동태확률 일반균형
- 시계열